# شاپ‌لار
شاپ‌لار (ترکی آذربایجانی: Şaplar) یک منطقهٔ مسکونی در جمهوری آرتساخ است که در استان شاهومیان واقع شده‌است.